# Frontside
Frontside – polski zespół wykonujący muzykę z pogranicza szeroko pojętego rocka i heavy metalu. Grupa powstała w 1993 w Sosnowcu początkowo wykonując hardcore. W latach kolejnych zespół zwrócił się w stronę metalcore'u i deathcore'u. Ostatni, wydany w 2014 roku album Frontside pt. Sprawa jest osobista stanowi stylistycznie odejście zespołu od metalcore'u na rzecz muzyki rockowej.
W swej twórczości grupa porusza takie zagadnienia jak wojna, problemy społeczne czy miłość. Przez krótki okres działalności zespołu w tekstach dominowała tematyka biblijna. Zespół wydał siedem albumów polskojęzycznych oraz trzy anglojęzyczne. W 2003 roku nagrodzony Nagrodą Polskiego przemysłu fonograficznego Fryderyk za album I odpuść nam nasze winy.

## Historia

### Początki
Zespół został założony w 1993 roku przez wokalistę Sebastiana „Astka” Flasza i wówczas perkusistę Mariusza „Demona” Dzwonka po rozpadzie ich własnych zespołów Dirty Flower i My life. W latach 1994–1997 ukazały się trzy albumy demo: Nie ma nadziei, nie ma strachu (1994, Pełzacz distro), Nigdy do końca nie zaufaj (1995, Psy Wojny Records) oraz Moja własna tolerancja (1997, Enigmatic Records). W początkowym okresie działalności (2. poł. lat 90.) dwóch członków zespołu, wokalista „Astek” i perkusista „Dzwonek”, reprezentowało zasady straight edge.

### Nasze jest królestwo...,I odpuść nam nasze winy(2000−2003)

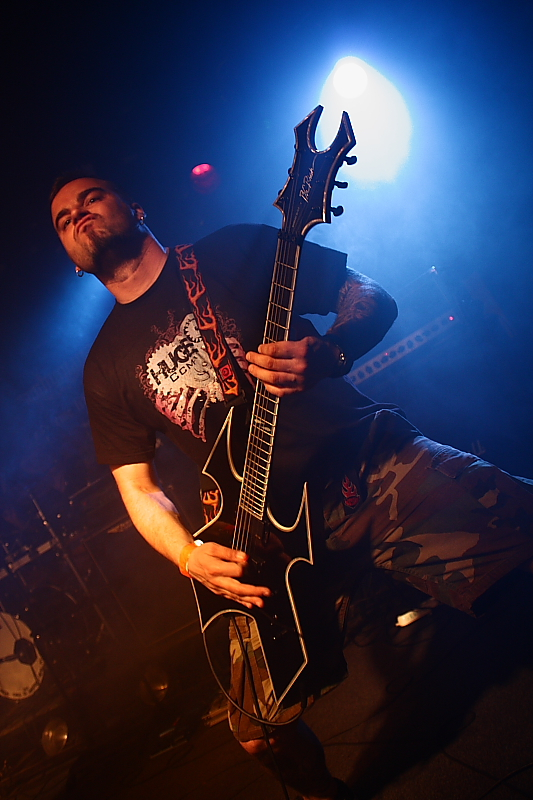
Dariusz „Daron” Kupis

W 2000 roku wydany został album demo Początek ery nienawiści wydany wspólnie z 1125 nakładem Shing Records.
Pierwsza samodzielna płyta studyjna ukazała się 12 czerwca 2001 roku. Materiał zarejestrowany został w studiu Mamut i wydany został nakładem wytwórni Metal Mind. Na albumie, oprócz utworów w języku polskim znalazły się także z tekstami angielskimi tworząc łącznie 80 minut muzyki. Zespół na temat brzmienia albumu wyraził się w następujący sposób:

Zamierzaliśmy osiągnąć klarowne, przejrzyste i przy tym niesamowicie miażdżące brzmienie. Wydaje nam się, że cel ten został osiągnięty, od pierwszych dźwięków słychać, że sound wciska w fotel. Sądzimy, że fani ciężkiego grania odkryją wartość tej płyty, ponieważ zawiera ona elementy charakterystyczne dla thrash, death metalu i oczywiście hardcore. Brzmienie jest naprawdę powalające, teksty bezpośrednie i szczere, a same kompozycje są naprawdę różne, od szybkich, agresywnych kawałków do prawdziwych walców. Naszą muzykę adresujemy do ludzi o otwartych sercach i umysłach, do ludzi, którzy zauważyli, że ostatnio nie było w Polsce ciekawego debiutu.

{{Cytat}} Brakujące pola: treść. Przestarzałe pola: 1.
W 2002 roku Frontside podpisał kontrakt z Mystic Production, którego nakładem ukazał się w grudniu drugi album studyjny, I odpuść nam nasze winy. W studiu Mamut, oprócz członków zespołu, gościnnie swoje partie zarejestrowali Piotr Luczyk, Marcin „Novy” Nowak oraz Lech „Blackpitfather” Śmiechowicz, gitarzysta Horrorscope. Dobre przyjęcie albumu zapewniło grupie kontrakt płytowy ze szwedzką wytwórnią Regain Records.
Album promowany był podczas trasy koncertowej trwającej od 4 do 12 grudnia, na której supportował Behemotha oraz szwedzką grupę Darkane. Rok później, 7 listopada 2003 roku, grupa była gościem specjalnym Mystic Festival zorganizowanego w Hali Ludowej we Wrocławiu. Oprócz Frontside na scenie wystąpili Kat, Edguy oraz Iron Maiden.
W listopadzie 2003 roku następcą Simona został Dariusz „Daron” Kupis, gitarzysta zespołu One Shot Eye. Niedługo później, 12 grudnia, zespół świętował dziesięciolecie powstania. Z tej okazji w rodzinnym Sosnowcu odbyła się impreza urodzinowa pod szyldem „Dekada Terroru 1993-2003”. Oprócz jubilatów, w klubie „Antidotum” wystąpili Parricide, In A House Of Brick oraz Funky Koval.

### Zmierzch bogów,Absolutus(2004–2006)

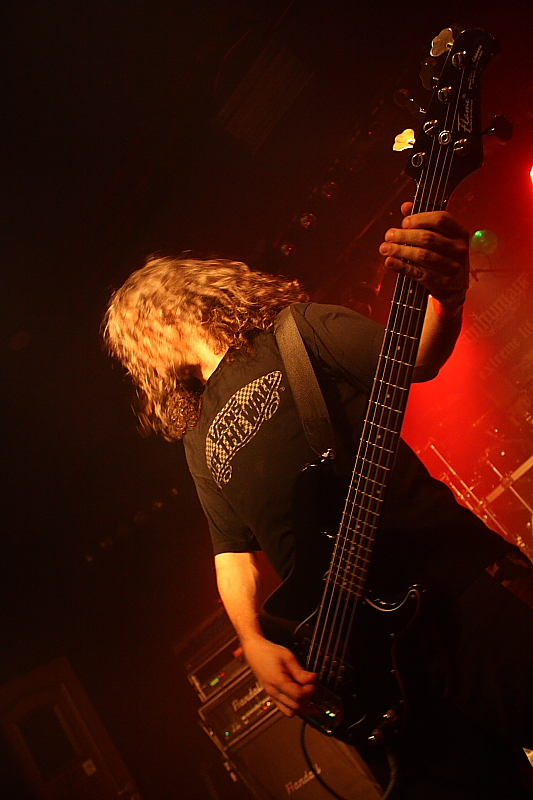
Wojciech Nowak

W pierwszych tygodniach 2004 roku nakładem Regain Records ukazała się anglojęzyczna płyta Forgive Us Our Sins. W przeddzień jej wydania grupę opuścił założyciel i wokalista, Sebastian „Astek” Flasza. W oświadczeniu przygotowanym przez Demona, lidera Frontside, przeczytać można:

Astek opuścił Frontside, niestety to fakt! Nie mogę ujawnić wszystkich szczegółów i powodów jego decyzji. To jego życie i jego wybór! Mogę tylko powiedzieć, że teraz zacznie wszystko od początku w zupełnie nowych okolicznościach. Ciężko będzie nam zastąpić tak charyzmatycznego frontmana i wokalistę. Astek będzie zawsze w naszych sercach!

Liczyliśmy się z taką sytuacją od pewnego czasu, mieliśmy jednak nadzieję, że do tego nie dojdzie. Pewnych spraw nie da się odkręcić, a z innymi trzeba sobie radzić. Spędziliśmy razem ponad 10 wspaniałych lat. W tym momencie czujemy ogromną pustkę i tak jak wy zastanawiamy się, co będzie dalej. W przeddzień premiery naszej płyty na europejskim rynku zostaliśmy bez wokalisty, a to nie jest sytuacja komfortowa. Pracujemy jednak nad nową płytą i mamy już gotowych dziewięć utworów. Zaczynamy wszystko od podstaw i mamy nadzieję, że będziecie z nami.

{{Cytat}} Brakujące pola: treść. Przestarzałe pola: 1.
9 marca 2004 w warszawskim klubie „Traffic” podczas gali rozdania Fryderyków, zespół otrzymał statuetkę w kategorii „Album Roku – Heavy Metal” za album I odpuść nam nasze winy z 2002 roku.
Od sierpnia 2004 wokalistą zespołu był się Marcin „Auman” Rdest, współpracujący z zespołem Totem. Sesja nagraniowa nowego albumu rozpoczęła się 9 sierpnia i podczas niej zarejestrowano 13 utworów z czego na album trafiło 11. Od 8 września trwały miksy i mastering płyty. Zmierzch bogów. Pierwszy krok do mentalnej rewolucji ukazał się 11 września 2004 roku nakładem Mystic Production. Autorem partii solowych na albumie jest Dariusz „Daron” Kupis.

Materiał wydaje się być bardziej przejrzysty, kładliśmy duży nacisk na ciekawe aranżacje, wszystko pod kątem nowego wokalisty, który dysponuje różnorodnym wokalem. Pewnym novum są również teksty. Zwykle były pisane na ostatnią chwile w studio, teraz rozpoczynając sesje mieliśmy gotowe liryki i właściwie poukładane linie wokalne. W porównaniu z poprzednią produkcją brzmienie będzie masywniejsze ale zachowa ten sam agresywny charakter i specyficzną dla nas barwę.

{{Cytat}} Brakujące pola: treść. Przestarzałe pola: 1 oraz 2.
W ramach promocji płyty Zmierzch Bogów oraz, wydanej równolegle, Demigod zespołu Behemoth, obie grupy wyruszyły wspólnie od 11 do 14 października w małą trasę promocyjną obejmującą Kraków, Katowice, Wrocław i Warszawę.
Pierwszym singlem został utwór „Naszym przeznaczeniem jest płonąć”. Teledysk powstawał w listopadzie przez dwa dni, gościnne wystąpiła w nim Monika Ciemny. Klip zadebiutował w styczniu 2005 roku na łamach serwisu Interia.pl.
W marcu zespół ruszył w ogólnopolską trasę koncertową wraz z Pandemonium i Behemoth, podczas której promował swój najnowszy album. W maju grupa po raz kolejny wystąpiła na Mystic Festival poprzedzając m.in. Primal Fear oraz ponownie Iron Maiden, a 6 sierpnia zaprezentowała się podczas drugiego dnia XI Przystanku Woodstock Na przełomie października i listopada Frontside udał się w trasę Metal Union Roadtour 2005, którą dzielił razem z Hedfirst, Sunrise oraz Al Sirat. W grudniu nagroda Fryderyka za album I odpuść nam nasze winy została przekazana na aukcję Wielkiej Orkiestry Świątecznej Pomocy. Jak twierdzi Demon:

To dla nas ważne wyróżnienie, które dało nam wiele radości, ale my już zdążyliśmy się nim nacieszyć. Teraz istotny jest fakt, że ta nagroda może mieć zupełnie inne, a co najważniejsze istotniejsze znaczenie.

{{Cytat}} Brakujące pola: treść. Przestarzałe pola: 1.
Na początku roku 2006 wraz z zespołami Hate oraz Neolith grupa wystąpiła na dwóch koncertach w Białorusi w Homlu i Mińsku. Niedługo później ukazała się reedycja albumów Początek ery nienawiści oraz I odpuść nam nasze winy wydana na jednej płycie nakładem Mystic Production. W tym samym czasie zespół pracował nad kolejna płyta studyjną – w na początku maja muzycy ukończyli prace nad warstwą muzyczną zapowiadając premierę na 6 czerwca. W maju Frontside, wraz z Decapitated oraz brytyjskim Biomechanical, odbył trasę koncertową w Wielkiej Brytanii i Irlandii występując m.in. w Dublinie i Londynie.
Na początku czerwca zespół podpisał kontrakt płytowy z niemiecką wytwórnią Dockyard1. 22 lipca grupa ponownie wystąpiła za granicą – na ukraińskim festiwalu nad Morzem Czarnym reprezentując Polskę wraz z zespołem Hunter. Prace nad albumem Absolutus zakończyły się we wrześniu. Płyta nagrana została w olkuskim studiu „Zed” i łódzkim „Toya Sound Studio”, gdzie zarejestrowano 14 utworów. Grupa zdecydowała się na pracę z dwoma realizatorami, o czym opowiada Demon:

Po raz pierwszy pracujemy z dwoma realizatorami, w dwóch różnych studiach! To pozwala na wyeliminowanie pomyłek i w miarę obiektywne spojrzenie na całość nagrań. Tym razem prawie wcale nie wtrącamy się w miksy, daliśmy wolną rękę realizatorom w pierwszej kolejności. Swoje sugestie przedstawiamy, dopiero gdy przedstawią nam gotowy utwór. My jesteśmy od pisania muzyki, oni są fachowcami w swojej dziedzinie i niejednokrotnie ich wiedza teoretyczna sprawdziła się w praktyce!

{{Cytat}} Brakujące pola: treść. Przestarzałe pola: 1.

### Teoria konspiracji(2007−2010)

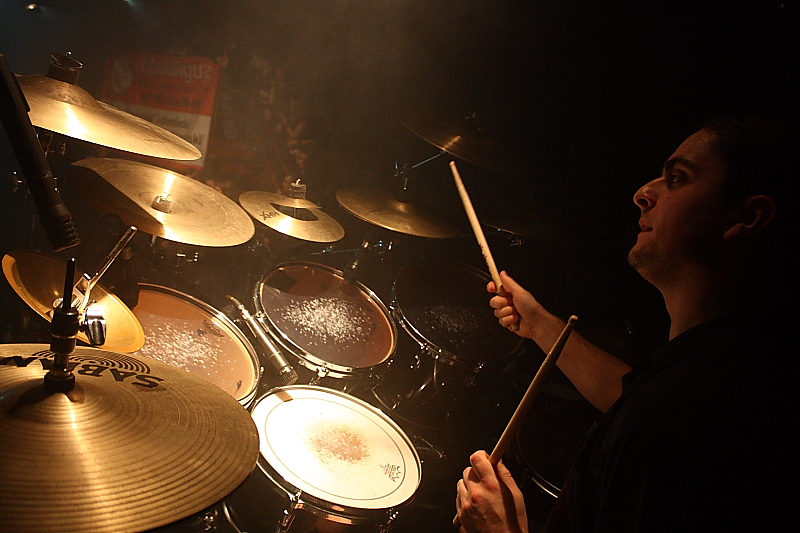
Tomasz „Toma” Ochab

W połowie grudnia 2006, we Wrocławskiej Wytwórni Filmowej nakręcono teledysk do singla „Wybraniec”. Wyprodukowany został przez Inbornmedia oraz wyreżyserowany przez Macieja Pawełczyka oraz Radosława Wikierę. Klip ukazał się w styczniu 2007. W tym samym miesiącu ogłoszono plan 29 koncertów odbywających się w marcu w ramach Mystic Tour 2007 na które oprócz muzyków Frontside wyruszyli Rootwater, Virgin Snatch i Hunter. W czerwcu ukazał się koncertowy teledysk do utworu „Wspomnienia jak relikwie” a 2 lipca premierę miała anglojęzyczna wersja albumu Zmierzch bogów – Twilight of the Gods.
17 grudnia grupa rozpoczęła trasę po Rosji i Białorusi obejmującą 7 koncertów, a następnie 7 stycznia 2008 wystąpiła obok Behemotha i Vadera na koncercie poświęconym pamięci Witolda „Vitka” Kiełtyki, zmarłego perkusisty Decapitated oraz w czerwcu w Szczytnie na Hunter Fest 2008.
W sierpniu 2008 zespół zakończył trwające od stycznia nagrywanie nowego albumu. Jeszcze przed jego ukazaniem się, premierę miał pierwszy singel promujący – „Zapalnik”, nagrywany przy pomocy grupy ASG „Formacja Śląsk” na terenie starego poligonu wojskowego w Mikołowie. Album Teoria konspiracji wydany został 18 listopada nakładem Mystic Production, uzyskując nominację do Fryderyka w kategorii „Heavy”.
W styczniu 2009 premierę miał kanał zespołu na portalu YouTube. 13 marca, w ramach „Vans Off The Wall Music Tour 2009”, Frontside wystąpił razem z The Supergroup na 12 koncertach w całej Polsce.

### Zniszczyć wszystko(2010–2014)
Na 25 października 2010 wytwórnia Mystic zapowiedziała wydanie nowego albumu Frontside – Zniszczyć wszystko. Grupa zamierza promować album podczas trasy „Zniszczyć wszystko tour 2010” zaplanowanej na czas od 4 do 28 listopada 2010.
W marcu 2012 roku zespół odbył w Polsce trasę koncertową pod nazwą Deathcore Legion Tour. W tournée uczestniczyły także zespoły Annotations of an Autopsy, My Autumn oraz Drown My Day. W Krakowie i Warszawie wystąpił także zespoły Textures i Sylosis. Ponadto w wielu miastach zagrały lokalne supporty takie jak: Hidden Scars, Dust n Brush, Imazighen, Fateborn, Ogotay oraz Day Before Death.

### Dalsza historia (od 2014)
W kolejnych latach grupa wydała następne płyty studyjne: Sprawa jest osobista (2014), Prawie martwy, Zmartwychwstanie (2018).
W styczniu 2021 poinformowano o odejściu ze składy wokalisty Marcina „Aumana” Rdesta. W czerwcu 2022 ogłoszono poszukiwanie nowego wokalisty. W grudniu 2022 został awizowany w tej roli muzyk o imieniu Wojciech i pseudonimie „Mollie”, dotychczasowy perkusista formacji Limerent.

## Muzycy
| Obecny skład zespołu - Mariusz „Demon” Dzwonek – perkusja (1993–1996), gitara (od 1996) - Dariusz „Daron” Kupis – gitara (od 2003) - Wojciech Nowak – gitara basowa (od 1997) - Tomasz „Toma” Ochab – perkusja (od 2005) - Wojciech „Mollie” Moliński – śpiew (od 2022) Muzycy koncertowi - Łukasz „Pachu” Pach – śpiew (2007) |  | Byli członkowie zespołu - Marcin „Auman” Rdest – śpiew (2004−2021) - Sebastian „Astek” Flasza – śpiew (1993−2004) - Szymon „Simon” Dzieciaszek – gitara (1996−2003) - Paweł „Destroy” Śmieciuch – perkusja (1996−2003) - Wojciech Sitarz – gitara (1993−1995) - Robert Siwek – gitara (1993−1995) - Michał Markowicz – gitara basowa (1993−1997) |

Oś czasu

## Dyskografia
| 2001                           | Nasze jest królestwo... / Our is kingdom... - Data: 2001 - Wydawca: Metal Mind Productions      | —  |
| 2002                           | I odpuść nam nasze winy / Forgive Us Our Sins - Data: 2002 - Wydawca: Mystic Production         | 19 |
| 2004                           | Zmierzch bogów / Twilight of the Gods - Data: 11 października 2004 - Wydawca: Mystic Production | —  |
| 2006                           | Absolutus - Data: 23 października 2006 - Wydawca: Mystic Production                             | —  |
| 2008                           | Teoria konspiracji - Data: 24 listopada 2008 - Wydawca: Mystic Production                       | —  |
| 2010                           | Zniszczyć wszystko - Data: 25 października 2010 - Wydawca: Mystic Production                    | 43 |
| 2014                           | Sprawa jest osobista - Data: 7 marca 2014 - Wydawca: Mystic Production                          | 11 |
| 2015                           | Prawie martwy - Data: 18 marca 2015 - Wydawca: Mystic Production                                | —  |
| 2018                           | Zmartwychwstanie - Data: 14 września 2018 - Wydawca: Mystic Production                          | 12 |
| „—” pozycja nie była notowana. |                                                                                                 |    |

| 2014                           | „Wszystko albo nic"                               | 4 | —  | Sprawa jest osobista |
| 2014                           | „Ewolucja albo śmierć” (gościnnie: Piotr Rogucki) | 9 | 39 | Sprawa jest osobista |
| „—” pozycja nie była notowana. |                                                   |   |    |                      |

| Rok  | Tytuł                                                                                 |
| ---- | ------------------------------------------------------------------------------------- |
| 2000 | Początek ery nienawiści (split z zespołem 1125) - Data: 2000 - Wydawca: Shing Records |
| 2009 | Korzenie - Data: 14 grudnia 2009 - Wydawca: Mystic Production                         |

| Rok  | Tytuł                                                                 |
| ---- | --------------------------------------------------------------------- |
| 1994 | Nie ma nadziei, nie ma strachu - Data: 1994 - Wydawca: Pełzacz distro |
| 1995 | Nigdy do końca nie zaufaj - Data: 1995 - Wydawca: Psy Wojny Records   |
| 1997 | Moja własna tolerancja - Data: 1997 - Wydawca: Enigmatic Records      |

## Teledyski
| Rok  | Tytuł                               | Reżyseria/Realizacja                                               | Album                                                |
| ---- | ----------------------------------- | ------------------------------------------------------------------ | ---------------------------------------------------- |
| 2002 | „Bóg stworzył szatana"              | Kvass                                                              | I odpuść nam nasze winy                              |
| 2004 | „God Created Satan"                 | Kvass                                                              | Forgive Us Our Sins                                  |
| 2005 | „Naszym przeznaczeniem jest płonąć" | Shary                                                              | Zmierzch bogów. Pierwszy krok do mentalnej rewolucji |
| 2006 | „Wybraniec"                         | Inbornmedia, Maciej Pawełczyk, Radosław Wikiera, Jakub Jakielaszek | Absolutus                                            |
| 2006 | „Wspomnienia jak relikwie"          | Frontside                                                          | Absolutus                                            |
| 2008 | „Zapalnik"                          | Frontside                                                          | Teoria konspiracji                                   |
| 2011 | „Dopóki moje serce bije"            | Mateusz Winkiel, Mania Studio                                      | Zniszczyć wszystko                                   |
| 2012 | „Granica rozsądku"                  | Marcin Łaskawiec, Michał Pukowiec                                  | Zniszczyć wszystko                                   |
| 2012 | „Zniszczyć wszystko"                | Mania Studio                                                       | Zniszczyć wszystko                                   |
| 2014 | „Legenda"                           | Mania Studio                                                       | Sprawa jest osobista                                 |
| 2014 | „Ewolucja albo śmierć"              | Mania Studio                                                       | Sprawa jest osobista                                 |
| 2015 | „Lubię pić"                         | Mania Studio                                                       | Prawie martwy                                        |
| 2015 | „Ona jest zła"                      | Jakub Lorentz                                                      | Prawie martwy                                        |
| 2018 | „Krew, Ogień, Śmierć"               | Marcin Halerz                                                      | Zmartwychwstanie                                     |
| 2019 | „Zmartwychwstanie"                  | Lesław Nowak                                                       | Zmartwychwstanie                                     |

## Nagrody i wyróżnienia
| Rok  | Kategoria                                       | Nagroda                             | Nota       |
| ---- | ----------------------------------------------- | ----------------------------------- | ---------- |
| 2003 | album roku rock/metal (I odpuść nam nasze winy) | Fryderyk                            | Nagroda    |
| 2010 | Najlepszy gitarzysta (Mariusz Dzwonek)          | Plebiscyt Magazynu Gitarzysta, 2010 | 5. miejsce |
| 2010 | Najlepsza płyta – Polska (Zniszczyć wszystko)   | Plebiscyt Magazynu Gitarzysta, 2010 | 1. miejsce |
| 2010 | Najlepszy utwór („Nie ma we mnie boga”)         | Plebiscyt Magazynu Gitarzysta, 2010 | 1. miejsce |
| 2011 | Płyta roku – Polska (Zniszczyć wszystko)        | Plebiscyt Metalnews.pl, 2010        | 5. miejsce |
| 2011 | Album roku metal (Zniszczyć wszystko)           | Fryderyk                            | Nominacja  |